# Illiberis ulmivora
Illiberis ulmivora es una especie de mariposa de la familia Zygaenidae.
Fue descrita científicamente por Graeser en 1888.